# جاستین لروند
جاستین لروند (انگلیسی: Justine Lerond؛ زادهٔ ۲۹ فوریهٔ ۲۰۰۰) بازیکن فوتبال اهل فرانسه است.
وی همچنین در تیم‌های ملی فوتبال France women's national under-17 football team و France women's national under-19 football team بازی کرده‌است.